# Benerville-sur-Mer
Benerville-sur-Mer ist eine französische Gemeinde mit 389 Einwohnern (Stand: 1. Januar 2022) des Départements Calvados in der Region Normandie. Administrativ ist sie dem Kanton Pont-l’Évêque und dem Arrondissement Lisieux zugeteilt. Die Einwohner werden Bénervillais genannt.

## Geographie
Benerville-sur-Mer liegt etwa 23 Kilometer südsüdwestlich von Le Havre in der Landschaft Pays d’Auge an der Atlantikküste des Ärmelkanals unterhalb des Mont Canisy. Umgeben wird Benerville-sur-Mer von den Nachbargemeinden Tourgéville im Osten, Touques im Nordosten, Bonneville-sur-Touques im Osten und Südosten sowie Tourgéville im Süden und Westen.

## Bevölkerungsentwicklung
| Jahr                      | 1962 | 1968 | 1975 | 1982 | 1990 | 1999 | 2006 | 2013 |
| Einwohner                 | 314  | 337  | 361  | 523  | 411  | 505  | 491  | 480  |
| Quelle: Cassini und INSEE |      |      |      |      |      |      |      |      |

## Sehenswürdigkeiten
- Kirche Saint-Christophe aus dem 11. Jahrhundert, Monument historique
- Domäne Les Enclos mit Park, seit 2010 Monument historique
- Schloss Gabriel, 1874 bis 1833 erbaut
- Herrenhaus Les Caillouets, 1906 erbaut

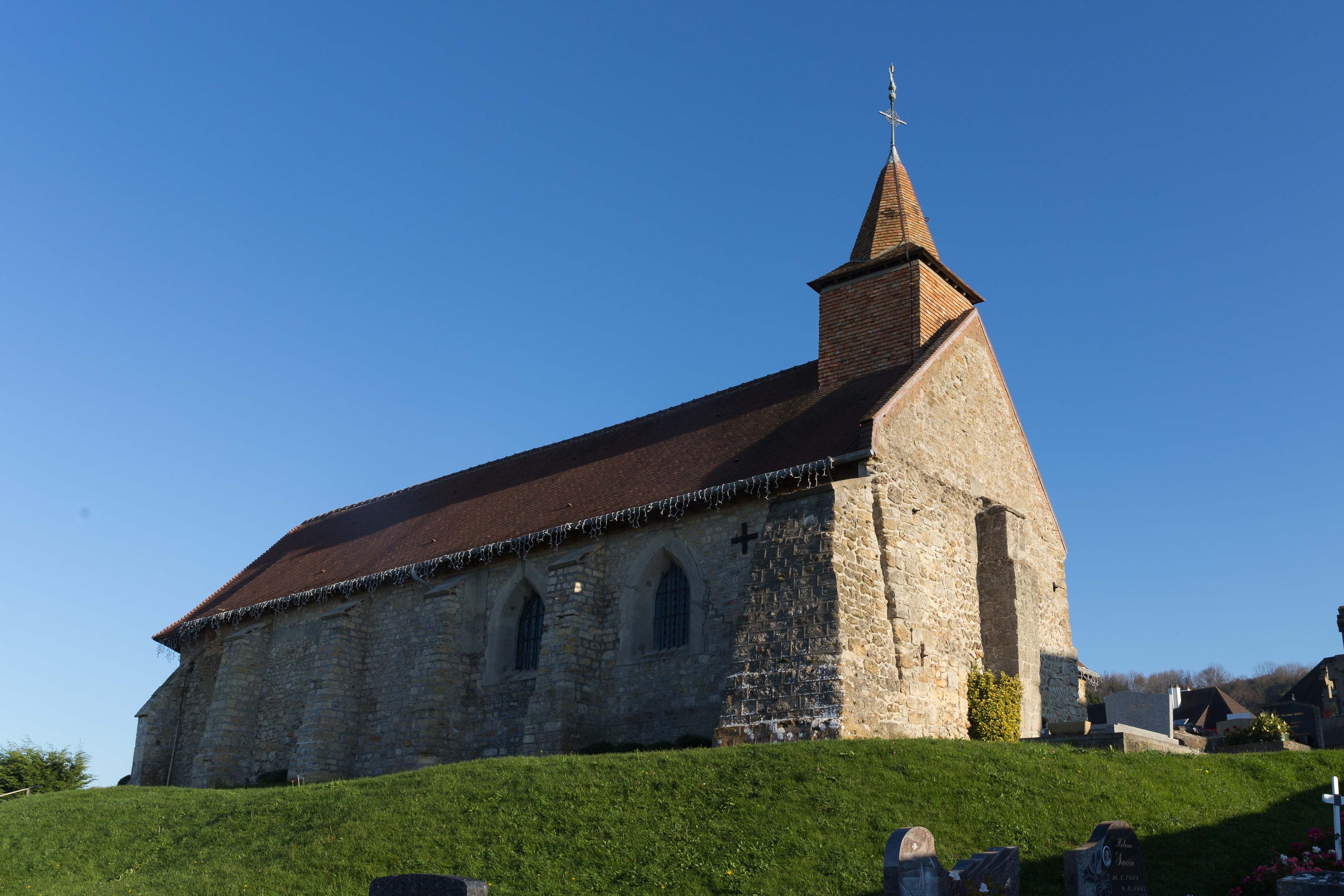
Kirche Saint-Christophe

- Herrenhaus Benerville